# ドクター調査班〜医療事故の闇を暴け〜
『ドクター調査班〜医療事故の闇を暴け〜』（ドクターちょうさはん いりょうじこのやみをあばけ）は、2016年4月22日から6月3日まで毎週金曜日20:00 - 20:54に、テレビ東京系の「金曜8時のドラマ」枠で放送された日本の医療ドラマ。主演は谷原章介。
「医療事故調査制度」という、第三者機関による医療事故の原因究明と再発防止に焦点を当てたドラマで、架空の組織「医療事故調査委員会」（通称：MAIC）の潜入調査を通じて、医療事故の真相に迫る、1話完結スタイルのドラマである。

## キャスト

### 医療事故調査委員会（MAIC）
華岡 慧（はなおか あきら）
演 - 谷原章介
医療事故調査委員会（MAIC）第7班の医療事故調査員で班長。消化器外科医。
岩崎 佐和（いわさき さわ）〈34〉
演 - 中越典子
MAIC第7班のメンバー。内科医。
鴨志田 三次（かもしだ みつぐ）〈58〉
演 - 田山涼成
MAIC第7班のメンバー。整形外科医。
早乙女 篤朗（さおとめ あつろう）〈32〉
演 - 忍成修吾
MAIC第7班メンバー。病理専門医。
田渕 裕子（たぶち ゆうこ）〈28〉
演 - 藤井美菜
MAIC第7班メンバー。弁護士。
遠山 晃代（とおやま あきよ）〈59〉
演 - 高畑淳子
MAIC統括管理官で厚生労働省の官僚。

### 慧の関係者
華岡 育世（はなおか いくよ）〈65〉
演 - 木野花
慧の母。診療所「はなおか医院」の院長でもある。
琴塚 七海（ことづか ななみ）
演 - 柴本幸
故人。慧の婚約者だった。シングルマザーでよつ葉を育てていた。
琴塚 よつ葉（ことづか よつば）〈6〉
演 - 平澤宏々路
七海の娘。七海が亡き後は慧が引き取り、育世と3人で暮らしている。

### ゲスト

#### 第1話
- 水川 亮一（明恵医科大学付属病院 消化器外科 准教授） - 福士誠治[2]
- 小野寺 昌典（明恵医科大学付属病院 消化器外科部長 教授、水川の上司） - 西村まさ彦[2]
- 山本 健史（明恵医科大学付属病院 内科 教授） - ルー大柴[2][3]
- 柴田 あかね（明恵医科大学付属病院 麻酔科医） - 遊井亮子
- 二宮 健司（よつ葉が通う「誠林小学校」の副校長） ‐ 佐渡稔

#### 第2話
- 川越 雅彦（西府中先進医療センター 第二外科部長） - 石丸幹二[4]
- 戸谷 琢郎（西府中先進医療センター 院長） - 山田明郷
- 開田 久子（西府中先進医療センター 病理科医師） - 松永玲子
- 中里 成和（入院患者・中里瑞穂の父親） - 田中聡元
- 中里 浩子（入院患者・中里瑞穂の母親） - 西慶子
- 大前 英一（西府中先進医療センター 入院患者） - 小倉一郎
- 東尾 正夫（多摩西署刑事） - 土屋佑壱
- 近藤 申吉（多摩西署刑事） - 小木茂光

#### 第3話
- 黒沢 純子（聖ジュリアン病院 看護師） - 山本未來[4]
- 一之瀬 昇（聖ジュリアン病院 内科医師） - 瀬川亮
- 藤原 流美（聖ジュリアン病院 看護師） - 福田麻由子
- 水野 真須美（聖ジュリアン病院 入院患者） - 川俣しのぶ
- 山崎 聡介（聖ジュリアン病院 入院患者） - 小宮孝泰
- 真山 俊和（聖ジュリアン病院 入院患者） - 掛田誠
- 古谷 健一郎（聖ジュリアン病院 入院患者） - 椎名泰三
- 遠山 輝一 - 橋本さとし（第5話 ‐ ）

#### 第4話
- 大川 真一（上野毛総合病院 外科医師） - 竹財輝之助
- 本田 槙夫（上野毛総合病院 外科部長） - 篠井英介
- 神谷 長一郎（上野毛総合病院 事務局長） - まいど豊
- 橋本 知里（上野毛総合病院 看護師） - 松永渚
- 藤吉 かおり（上野毛総合病院 看護師） - 原絵里
- 永田 厚子（上野毛総合病院 看護師） - 藤本静
- 小池 孝明（亡くなった患者の遺族） - 遠山俊也
- 小池 静子（亡くなった患者の遺族） - 弘中麻紀

#### 第5話
- 浅間 直親（東央大学付属病院 院長兼教授） - 津川雅彦[5]（第6話 ‐ ）
- 碓井 永吾（東央大学付属病院 第二腫瘍内科医師） - 水上剣星（第6話 ‐ ）
- 稲葉 潤一（東央大学付属病院 腫瘍内科医師） - 長谷川朝晴
- 大島 哲也（東央大学付属病院 入院患者） - 渡辺哲
- 深町 信夫（東央大学付属病院 入院患者） - 斎藤洋介
- 麻木 太郎（東央大学付属病院 入院患者） - 沼田爆
- 麻木 幸太郎（太郎の息子） - 瀧川英次
- 麻木 直子（幸太郎の妻） - 笠木泉
- 茉莉子（深町の実娘） - 笹峯愛
- 水谷 昌子（「誠林小学校」教諭・よつ葉の担任） - 野口聖古
- 吉澤梨里花

#### 第6話
- 鹿賀丸 信一郎（元厚生労働大臣） ‐ 津嘉山正種（ ‐ 第7話）

#### 第7話
- 大塚 敏江（東央大学付属病院 病理医師） ‐ 加茂美穂子
- 大久保 義明（医師） ‐ 大高洋夫
- 森田豊
- ジョナサン・シガー

## スタッフ
- 脚本：林誠人
- 演出：白川士、遠藤光貴、山田勇人
- ナレーション：山路和弘
- 主題歌：Goodbye holiday「奇跡の星」[6]
- 音楽：吉俣良
- 医療監修：森田豊
- 医事協力：松尾成吾
- 医事指導：新村核
- 法律監修：細谷裕美
- 殺陣：大道寺俊典
- 技術協力：フォーチュン
- 美術協力：テレビ朝日クリエイト
- 音響効果：メディアハウスサウンドデザイン
- ポスプロ：三友（MITOMO STUDIO）
- チーフプロデューサー：山鹿達也（テレビ東京）
- プロデューサー：阿部真士（テレビ東京）、大垣一穂、角田正子（ザ・ワークス）
- 製作：テレビ東京、ザ・ワークス

## 放送日程
| 各話                                           | 放送日  | サブタイトル                                              | 脚本   | 監督 | 視聴率 |
| ---------------------------------------------- | ------- | --------------------------------------------------------- | ------ | ---- | ------ |
| 第1話                                          | 4月22日 | 命に嘘をつくな！極秘チーム誕生！3人死亡殺人病院に潜入せよ | 林誠人 |      | 4.2%   |
| 第2話                                          | 4月29日 | 天才外科医が逮捕!? 手術ミス暴き72時間で幼い命救え         | 林誠人 |      |        |
| 第3話                                          | 5月06日 | 死神ナース！復讐は真夜中に起きる！                        |        |      |        |
| 第4話                                          | 5月13日 | 絶対ミスしない外科医！成功率99.9％に隠されたトリック      |        |      |        |
| 第5話                                          | 5月20日 | 完全犯罪…狙われた患者3人!? 消えた抗癌剤トリック           |        |      |        |
| 第6話                                          | 5月27日 | 最愛の夫を返して！生死分けた2つのオペ3つの嘘              |        |      |        |
| 最終話                                         | 6月03日 | 恋人の命奪ったオペの謎!? 真相葬る医学界ボスに正義の鉄槌！ |        |      |        |
| （視聴率はビデオリサーチ調べ、関東地区・世帯） |         |                                                           |        |      |        |